# Arc mandibulaire
L'arc mandibulaire représente le premier arc branchial (I). L'appareil branchial est l'ensemble des structures se formant sur les côtés de l'intestin pharyngien lors du développement de tous les vertébrés.
Il renferme :
- un axe cartilagineux : le cartilage de Meckel, qui donnera au cours du développement embryonnaire 2 des 3 osselets de l'oreille moyenne (le marteau et l'enclume), ainsi que le maxillaire inférieur ;
- un segment vasculaire, axe artériel : donnera la partie terminale de l'artère maxillaire ;
- un nerf crânien : donnera la branche mandibulaire du nerf trijumeau (V3) ;
- du mésoblaste para axial : qui aboutira aux muscles masticateurs.